# Příčina
Příčina es una localidad situada en el distrito de Rakovník, en la región de Bohemia Central, República Checa. Tiene una población estimada, a inicios de 2022, de 203 habitantes.
Está ubicada al noroeste de la región y de Praga, al sur del río Ohře (afluente del Elba), al norte del río Berounka (afluente del Moldava) y cerca de la frontera con las regiones de Pilsen y Ústí nad Labem.